# Саут-Х'юстон (Техас)
Саут-Х'юстон (англ. South Houston) — місто (англ. city) в США, в окрузі Гарріс штату Техас. Населення — 16 153 особи (2020).

## Географія
Саут-Х'юстон розташований за координатами 29°39′40″ пн. ш. 95°13′42″ зх. д. / 29.66111° пн. ш. 95.22833° зх. д. (29.661024, -95.228361).  За даними Бюро перепису населення США в 2010 році місто мало площу 7,91 км², з яких 7,91 км² — суходіл та 0,00 км² — водойми.

## Демографія
Згідно з переписом 2010 року, у місті мешкали 16 983 особи в 4792 домогосподарствах у складі 3878 родин. Густота населення становила 2148 осіб/км².  Було 5258 помешкань (665/км²).
Расовий склад населення:
| - 65,9 % — білих - 1,5 % — чорних або афроамериканців - 0,9 % — корінних американців - 0,6 % — азіатів - 27,5 % — осіб інших рас |

До двох чи більше рас належало 3,6 %. Частка іспаномовних становила 88,1 % від усіх жителів.
За віковим діапазоном населення розподілялося таким чином: 33,3 % — особи молодші 18 років, 59,5 % — особи у віці 18—64 років, 7,2 % — особи у віці 65 років та старші. Медіана віку мешканця становила 28,6 року. На 100 осіб жіночої статі у місті припадало 102,5 чоловіків;  на 100 жінок у віці від 18 років та старших — 102,4 чоловіків також старших 18 років.
Середній дохід на одне домашнє господарство  становив 51 541 долар США (медіана — 41 309), а середній дохід на одну сім'ю — 53 911 долар (медіана — 44 733). Медіана доходів становила 35 045 доларів для чоловіків та 21 452 долари для жінок. За межею бідності перебувало 24,7 % осіб, у тому числі 37,3 % дітей у віці до 18 років та 12,3 % осіб у віці 65 років та старших.
Цивільне працевлаштоване населення становило 7101 особа. Основні галузі зайнятості: будівництво — 18,5 %, роздрібна торгівля — 14,2 %, виробництво — 14,2 %.